# James Lovegrove

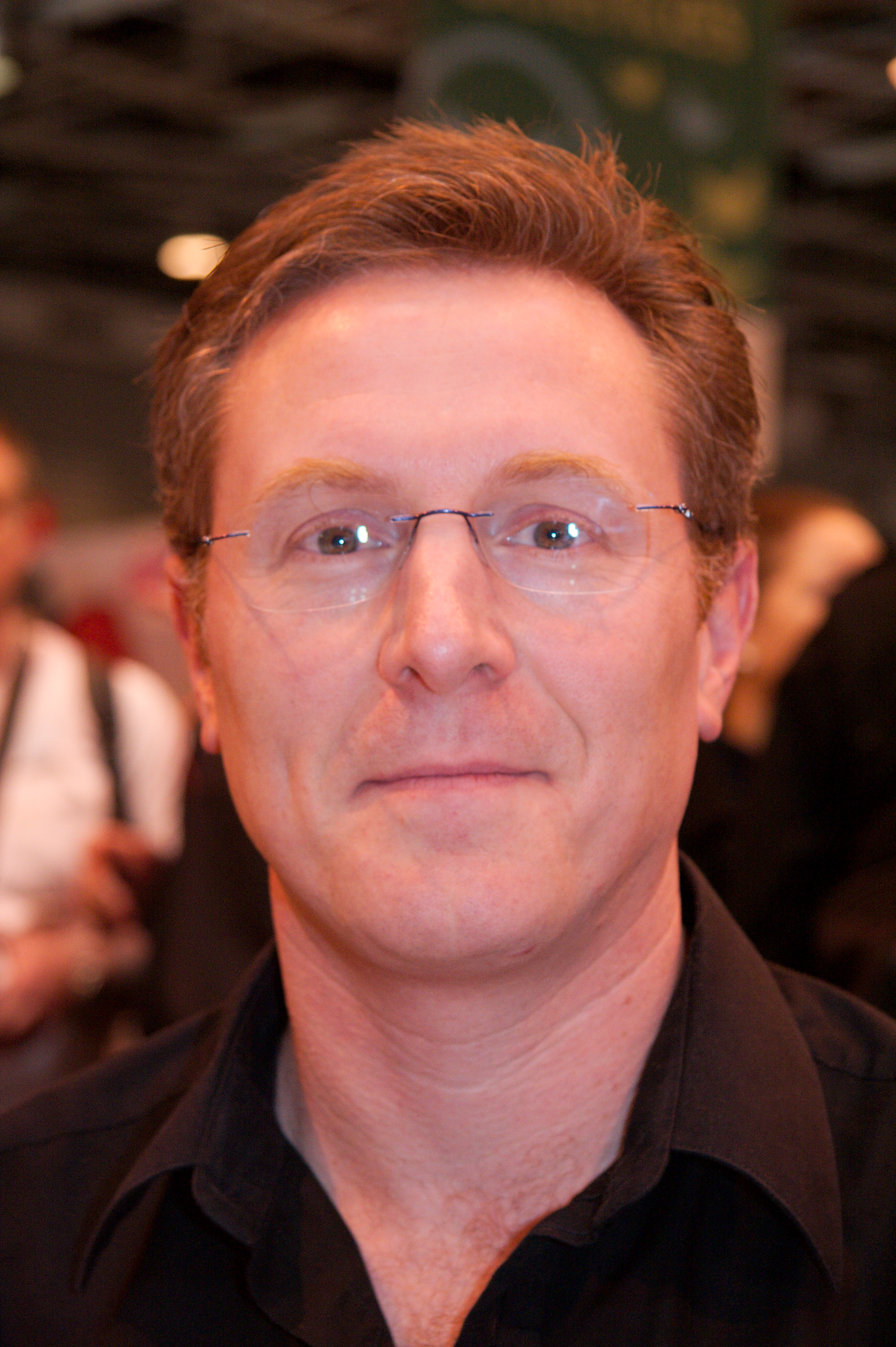
James Lovegrove

James Lovegrove (* 24. Dezember 1965 in  Lewes, East Sussex, England) ist ein britischer Science-Fiction-, Fantasy- und Jugendbuch-Autor.
Lovegroves Arbeiten loten die Grenzen der Science-Fiction und Fantasy aus und weisen häufig dystopische oder satirische Elemente auf. Damit steht er in der Tradition von J. G. Ballard und John Wyndham. Mittlerweile schreibt er überwiegend Jugendbücher.

## Werk

### The Web
Lovegrove hat den Band 9 zu der zwölfteiligen Jugendbuch-Serie The Web beigetragen.

### The Guardians (als J. M. H. Lovegrove)
- Vol. 1: The Krilov Continuum, 1999
- Vol. 2: Berserker, 1999

### Clouded World (als Jay Amory)
- Die Welt in den Wolken, 2009, ISBN 3-442-24473-0, The Fledging of Az Gabrielson, 2006
- Piraten der Lüfte, 2010, ISBN 3-442-24474-9, Pirates Of The Relentless Desert, 2007
- Darkening for a Fall, 2008
- The Clouded World, 208
- The Wingless Boy, 2008

### Most Wanted
- Dead Brigade, 2007

### Romane
- The Hope, 1990

Die Hoffnung, Heyne, 1998, ISBN 3-453-14883-5
- Days, 1997
- Escardy Gap, mit Peter Crowther, 1998
- The Foreigners, 2000
- Untied Kingdom, 2003
- Worldstorm, 2005
- Provender Gleed, 2005
- The Age of Ra, 2009
- The Age of Zeus, 2010
- The Age of Odin, 2011
- The Age of Voodoo, 2013
- Redlaw, 2011

### Jugendbücher
- Wings, 2001
- House of Lazarus, 2003
- Ant God, 2005
- Cold Keep, 2006
- Kill Swap, 2007

### Collections
- Imagined Slights, 2002

| - „The Landlady’s Dog“, 1992 - „Wings“, 1995 - „Satisfaction Guaranteed“, 1990 - „BritworldTM“, 1992 - „The House of Lazarus“, 1997 - „The Driftling“, 1997 - „Dead Letters“, auch: „Dead Letter“, 1997 - „A Taste of Heaven“, 1996 - „Nana“, 2002 - „The Gift“, auch: „Giving and Taking“, 1996 - „The Unmentionable“, 2002 - „Thanatophile Seeks Similar“, 1998 - „Rosemary for Remembrance“, 1996 |
- Diversifications, 2011

### Sonstige Kurzgeschichten
- „The Trembler on the Axis“, mit Peter Crowther, 1994 („Die Reise ins Graue Land“)
- „Angel of War“, 1996
- „A Taste of Heaven“, 1996
- „Even Beggars Would Ride“, mit Peter Crowther, 1997
- „Terminal Event“, 1999
- „The Hand That Feeds“, mit Peter Crowther, 1999
- „Carry the Moon in My Pocket“, 1999
- „How the Other Half Lives“, 1999
- „Junk Male“, 2001
- „Speedstream“, 2001
- „The Head“, 2002
- „Seventeen Syllables“, 2004
- „Gig“, 2004
- „The Meteor Party“, 2005
- „The Bowdler Strain“, 2007
- „Dead Brigade“, 2007